# دانيال أوليرم
دانيال أوليرم (بالإنجليزية: Daniel Olerum)‏ (13 مارس 1983 بلاغوس في نيجيريا - ) هو لاعب كرة قدم نيجيري في مركز الهجوم. لعب مع إينوغو رينجرز وشوتينغ ستارز ونادي أبو مسلم خراسان ونادي الوحدات ونادي تراكتور سازي ونادي شباب الأردن ونادي غسترش فولاد ونادي فولاد خوزستان وPasargad Tehran F.C. ‏ وسلوبودا أوزيس.

## روابط خارجية
- دانيال أوليرم على موقع قاعدة بيانات كرة القدم.إي يو (الإنجليزية)
- دانيال أوليرم على موقع Soccerway.com (الإنجليزية)